# Milan Antal
Pour les articles homonymes, voir Antal (homonymie).
Milan Antal (1935–1999) est un astronome slovaque.
Il a travaillé à l'observatoire Skalnaté pleso et y a découvert dix-sept astéroïdes.
L'astéroïde (6717) Antal porte son nom.

## Découvertes
| Astéroïdes découverts : 17 | Astéroïdes découverts : 17 |
| -------------------------- | -------------------------- |
| (1807) Slovakia            | 20 août 1971               |
| (3393) Štúr                | 28 novembre 1984           |
| (3730) Hurban              | 4 décembre 1983            |
| (4573) Piešťany            | 5 octobre 1986             |
| (5025) Mécistée            | 5 octobre 1986             |
| (6545) Léitos              | 5 octobre 1986             |
| (7641) Ctéatos             | 5 octobre 1986             |
| (9543) Nitra               | 4 décembre 1983            |
| (10293) Pribina            | 5 octobre 1986             |
| (11014) Svätopluk          | 23 août 1982               |
| (13916) Bernolák           | 23 août 1982               |
| (16435) Fándly             | 7 novembre 1988            |
| (19955) Hollý              | 28 novembre 1984           |
| (20991) Jánkollár          | 28 novembre 1984           |
| (23444) Kukučín            | 5 octobre 1986             |
| (32773) 1986 TD            | 5 octobre 1986             |
| (48413) 1986 TB7           | 9 octobre 1986             |